# Japonitata bipartita
Japonitata bipartita là một loài bọ cánh cứng trong họ Chrysomelidae. Loài này được Chen & Jiang miêu tả khoa học năm 1986.